# Château de Conwy
Le château de Conwy (Conwy Castle en anglais, Castell Conwy en gallois) est un château situé à Conwy, au pays de Galles. Il est fondé à la fin du XIIIe siècle après la conquête du pays de Galles par le roi anglais Édouard Ier, qui dépense plus de 15 000 £ pour financer la construction du château et de l'enceinte de Conwy.
Durant les siècles qui suivent, le château de Conwy est assiégé à plusieurs reprises, notamment par les rebelles gallois de Madog ap Llywelyn en 1294-1295 et ceux d'Owain Glyndŵr en 1401. Il est également tenu par les royalistes durant la Première guerre civile anglaise jusqu'à sa reddition en 1646. Après la victoire du Parlement, ses défenses sont partiellement démantelées, et il finit de tomber en ruines après la Restauration.
Les ruines du château de Conwy deviennent une attraction touristique à la fin du XVIIIe siècle, et des travaux de restauration sont menés aux XIXe et XXe siècles. Géré par l'organisme public Cadw, il est inscrit au patrimoine mondial de l'UNESCO en 1986, au sein du site « Châteaux forts et enceintes du roi Édouard Ier dans l'ancienne principauté de Gwynedd », en tant que l'un des « plus beaux exemples de l'architecture militaire européenne des XIIIe et XIVe siècles ».

## Histoire

### XIIIesiècle
Avant la fondation de la ville anglaise de Conwy, le site est occupé par l'abbaye d'Aberconwy, un monastère cistercien particulièrement apprécié par les princes gallois. Il contrôle un point de passage important sur la Conwy, qui relie le littoral des Galles du Nord à l'intérieur des terres, protégé par le château de Deganwy. La lutte entre les princes gallois et les rois anglais pour le contrôle de la région commence dans les années 1070 et connaît un renouveau dans la seconde moitié du XIIIe siècle, jusqu'à l'intervention du roi Édouard Ier en 1282. Il s'empare d'Aberconwy au mois de mars 1283 et décide d'y fonder un château et une ville nouvelle, destinée à devenir le siège d'un nouveau comté sur le modèle anglais. La communauté monastique est déportée en amont sur la Conwy, à Maenan. Les ruines du château de Deganwy sont quant à elles laissées à l'abandon. Le choix de Conwy s'inscrit dans l'entreprise de colonisation systématique des Galles du Nord voulue par Édouard Ier : installer le siège d'un comté à un endroit symboliquement important pour les princes gallois constitue une démonstration de la puissance anglaise.

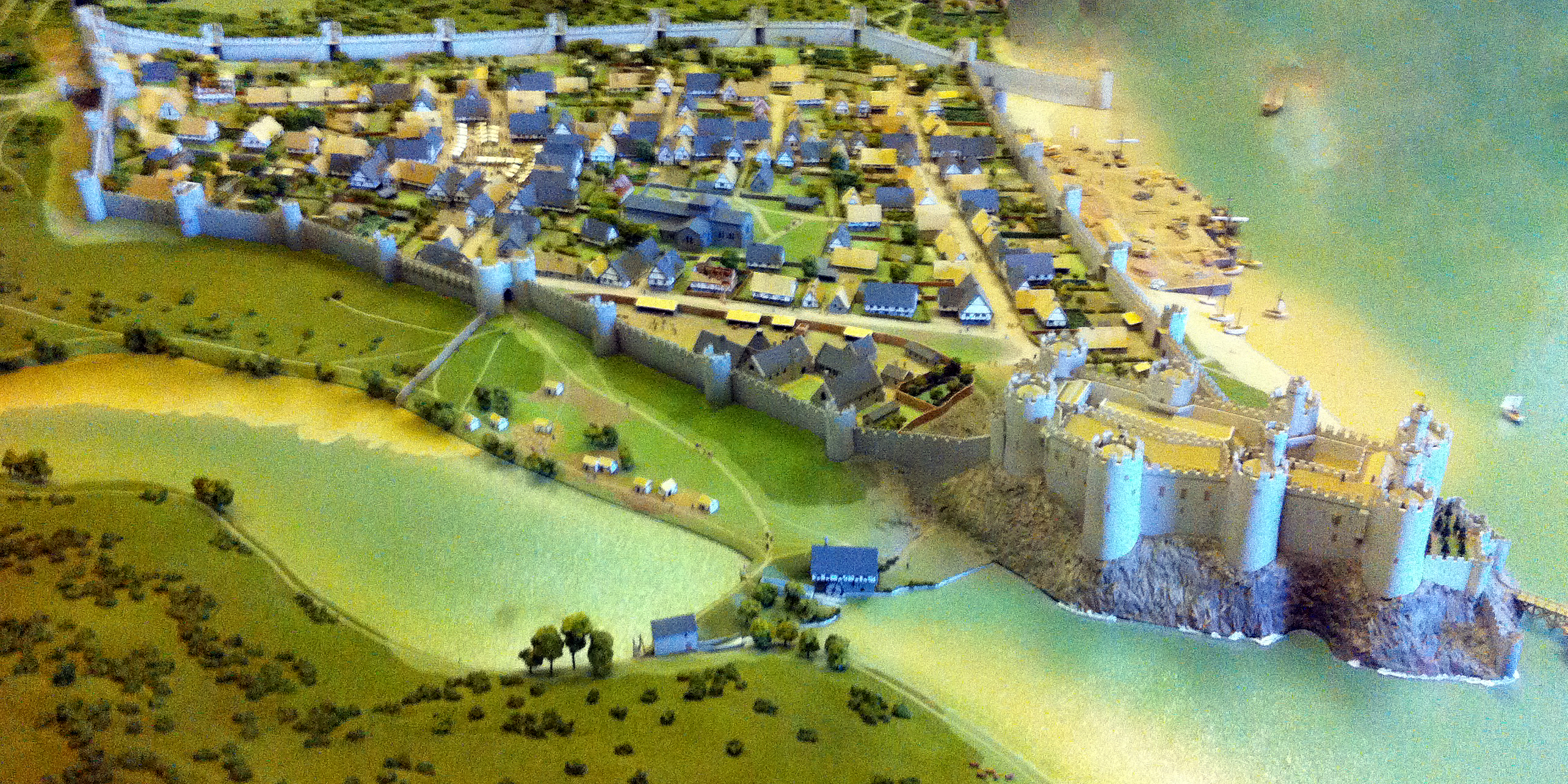
Reconstitution du château et de la ville de Conwy à la fin du XIIIe siècle.

Les travaux sur le château de Conwy débutent dans les jours qui suivent la décision d'Édouard, avec le percement d'une tranchée autour du site. Les travaux sont supervisés par le maître architecte savoyard Jacques de Saint-Georges, sous l'autorité de John Bonvillars. Ils sont effectués par des ouvriers recrutés dans toute l'Angleterre, qui sont rassemblés à Chester au début de l'été avant d'être envoyés sur les chantiers gallois,. Durant la première phase des travaux, entre 1283 et 1284, la courtine et les tours de l'enceinte extérieure sont édifiés. La deuxième phase, de 1284 à 1286, voit la construction des bâtiments intérieurs, ainsi que le début de l'édification de l'enceinte de Conwy. Le château est achevé en 1287. Le coût des travaux sur le château et les remparts s'élève à 15 000 £, une somme considérable pour l'époque. Le connétable du château, qui est également le maire de Conwy en vertu d'une charte royale de 1284, dirige une garnison de 30 soldats, dont 15 arbalétriers, un charpentier, un chapelain, un forgeron, un ingénieur et un maçon.
En 1294, Madog ap Llywelyn mène une révolte galloise contre la domination anglaise. Édouard Ier est assiégé à Conwy de décembre 1294 à janvier 1295, mais il est ravitaillé par mer, et le siège est rompu par l'arrivée de renforts anglais en février,. Le chroniqueur Walter de Guisborough rapporte que le roi aurait partagé sa réserve de vin personnelle avec toute la garnison durant le siège. Dans les années qui suivent, le château reçoit la visite d'importantes personnalités telles que le prince de Galles, le fils d'Édouard, durant son voyage au pays de Galles en 1301.

### LesXIVeetXVesiècles

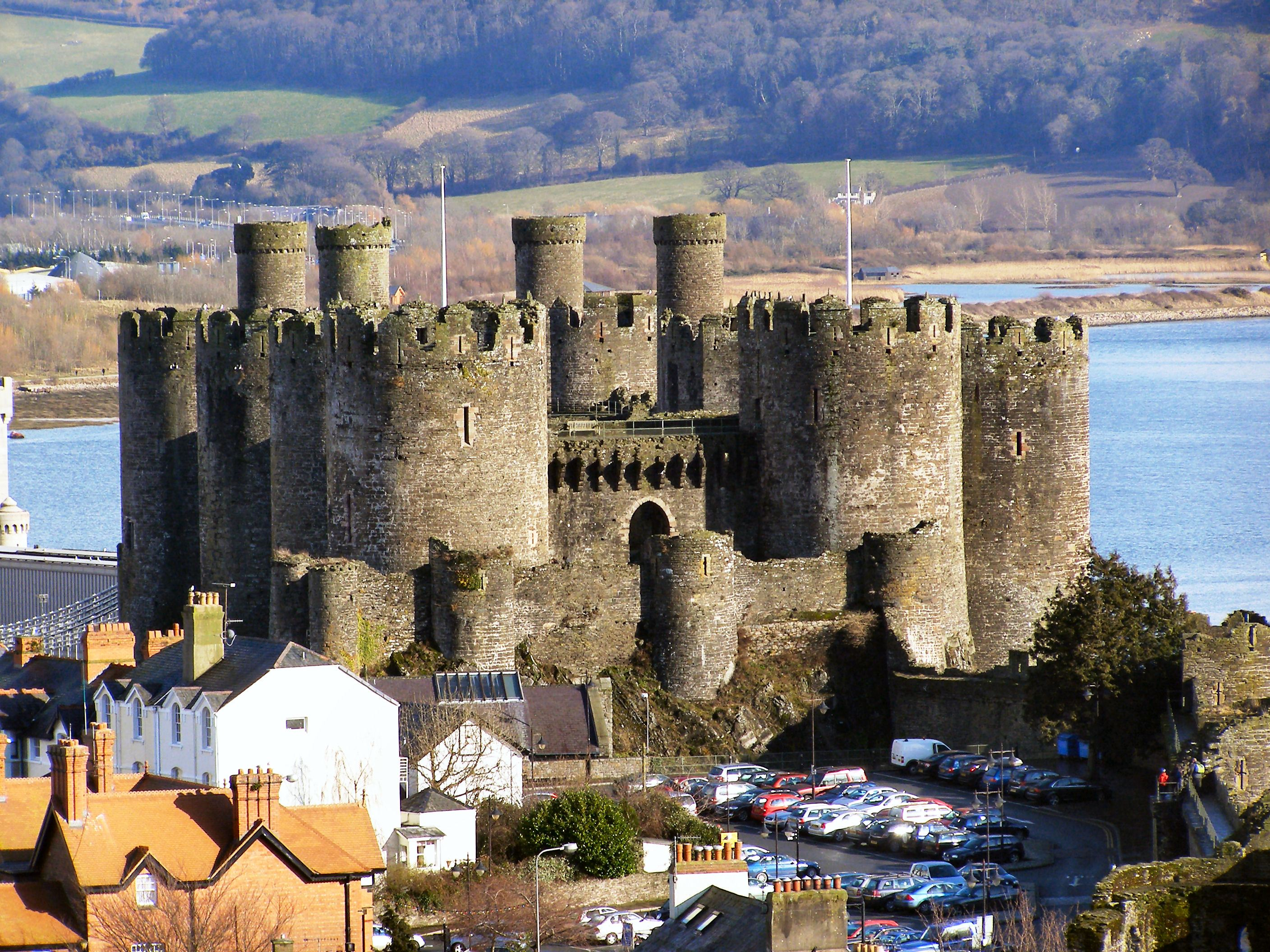
Le château de Conwy vu de l'ouest, montrant la barbacane protégeant la basse-cour.

Le château de Conwy n'est pas bien entretenu au début du XIVe siècle : en 1321, une enquête rapporte qu'il souffre de réserves limitées, de fuites dans les toitures et de charpentes pourries. Ces problèmes persistent jusqu'à ce que le Prince noir prenne le contrôle du château, en 1343. Des réparations sont effectuées sous l'autorité de son chambellan John Weston et de nouvelles arches de soutien en pierre sont construites dans plusieurs parties du château, dont la grande salle. Ce renouveau est de courte durée, et le château tombe de nouveau à l'abandon après la mort du Prince noir, en 1376.
À la fin du XIVe siècle, le château sert de refuge au roi Richard II contre les forces de son rival Henri Bolingbroke. Le 12 août 1399, de retour d'Irlande, Richard gagne Conwy où il rencontre l'émissaire de Bolingbroke, le comte de Northumberland Henry Percy, pour entamer des négociations. Percy jure de ne faire aucun mal au roi dans la chapelle du château. Le 19 août, Richard se soumet à Percy au château de Flint et promet d'abdiquer si sa vie est épargnée. Le roi est conduit à Londres et meurt plus tard en captivité au château de Pontefract. Son rival lui succède sous le nom d'Henri IV.
Peu après l'avènement d'Henri IV, une révolte éclate dans les Galles du Nord sous la direction d'Owain Glyndŵr. En mars 1401, deux cousins de Glyndŵr, Rhys ap Tudur et son frère Gwilym, attaquent par surprise le château de Conwy. En se faisant passer pour des charpentiers chargés de réparations, ils parviennent à s'introduire dans la forteresse et prennent le contrôle des lieux après avoir tué les deux gardes en faction. Les rebelles gallois s'emparent ensuite du reste de la ville fortifiée. Les frères gardent le contrôle de Conwy pendant trois mois environ avant de négocier leur reddition ; ils obtiennent notamment d'être graciés par le roi.
Durant la guerre des Deux-Roses, qui voit s'affronter entre 1455 et 1485 les factions rivales de la maison de Lancastre et de la maison d'York, le château de Conwy est renforcé, mais il ne joue pas un rôle important dans les affrontements. Henri VIII dirige des travaux de restauration dans les années 1520 et 1530. Le château sert alors de prison et de dépôt, mais reste capable d'accueillir d'éventuels invités.

### DuXVIeauXXIesiècle

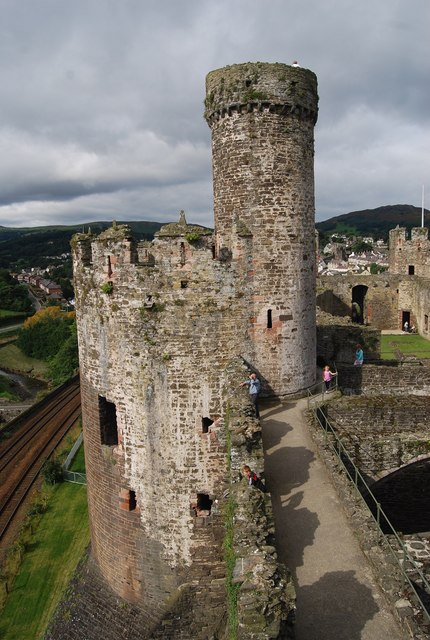
La tour de la Boulangerie (Bakehouse Tower).

Le château de Conwy est à nouveau négligé et commence à tomber en ruine au début du XVIIe siècle. En 1627, le roi Charles Ier le vend au vicomte Edward Conway pour 100 £. Durant la Première guerre civile anglaise, qui oppose à partir de 1642 les partisans de Charles Ier aux partisans du Parlement, la défense du château de Conwy est d'abord prise en charge par l'archevêque d'York John Williams, qui finance des réparations à partir de sa fortune personnelle et réorganise la garnison. En 1645, l'officier John Owen est nommé gouverneur du château. Owen et Williams ne s'apprécient guère, et l'archevêque finit par faire défection. La ville de Conwy tombe aux mains des parlementaires en août 1646, et le général Thomas Mytton remporte le siège du château au mois de novembre.
À la suite du siège, le colonel John Carter est nommé gouverneur du château et entreprend de nouvelles réparations. Quelques années plus tard, en 1655, le Conseil d'État nommé par le Parlement ordonne le démantèlement des défenses du château. C'est probablement à ce moment-là que la tour de la Boulangerie (Bakehouse Tower) est en partie abattue. En 1655, après la restauration de Charles II, Conwy est restitué à la famille Conway en la personne du comte Edward Conway, le petit-fils du vicomte. Cinq ans plus tard seulement, Conway revend le château après en avoir fait retirer tout le fer et le plomb qui s'y trouvait. Les travaux sont dirigés par l'intendant du comte, William Milward, en dépit de l'opposition de la population de Conwy, dont le château est ainsi réduit à l'état de ruine.
Les ruines pittoresques de Conwy commencent à attirer des visiteurs à la fin du XVIIIe siècle. Il inspire des artistes tels que Thomas Girtin, Moses Griffiths, Julius Caesar Ibbetson, Paul Sandby et Joseph Mallord William Turner. Au XIXe siècle, le réseau de transports régional est amélioré avec la construction de nouveaux ponts sur la Conwy, ce qui renforce la popularité du château. La ville de Conwy en fait l'acquisition en 1865 et entame des travaux de restauration, en particulier sur la tour de la Boulangerie. Une nouvelle phase de travaux débute en 1953, lorsque le ministère des Travaux en reprend le bail, sous l'autorité de l'historien Arnold Taylor, qui mène également des recherches sur l'histoire du château. Une nouvelle liaison routière est ouverte en 1958. Déjà protégé au niveau national en tant que monument classé, il est inscrit au patrimoine mondial de l'UNESCO en 1986 avec d'autres fortifications galloises au sein du site « Châteaux forts et enceintes du roi Édouard Ier dans l'ancienne principauté de Gwynedd ». L'organisme public gallois Cadw assure la gestion de cette attraction touristique populaire, visitée par plus de 185 000 touristes en 2010.

## Architecture

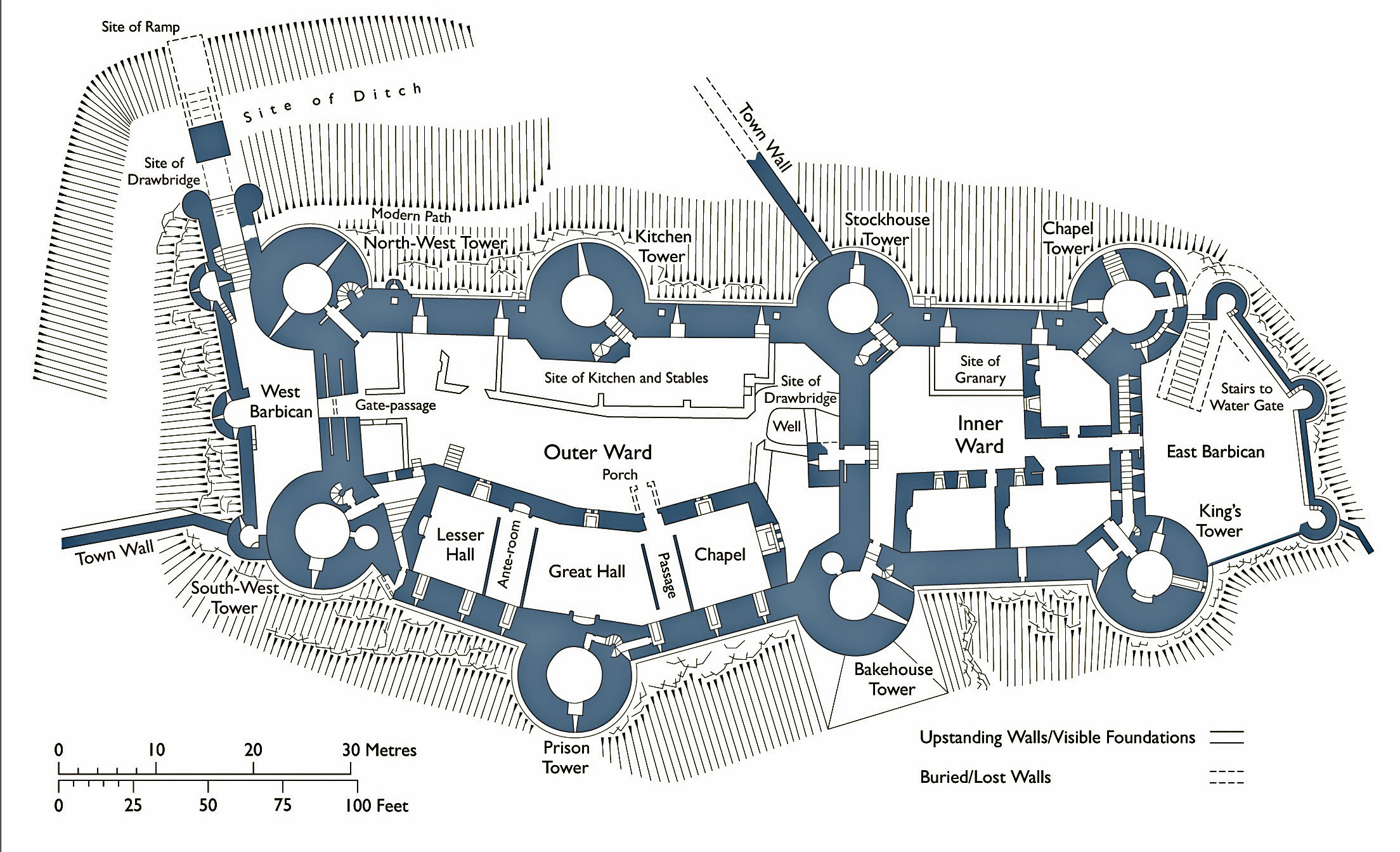
Plan du château.

Le château de Conwy est construit sur une crête rocheuse constituée de calcaire et de grès. Les pierres dont il est construit en ont été extraites, probablement lors du déblaiement du site. Leur qualité étant insuffisante pour les détails tels que les fenêtres, qui sont donc en grès importé de la péninsule de Creuddyn, de Chester et du Wirral. Ce grès importé est plus coloré que les pierres locales et a vraisemblablement été choisi pour cette raison,.
Le château est de plan rectangulaire, avec deux cours, une haute et une basse, séparées par un mur intérieur. Il possède huit grandes tours de 21 m de haut, quatre sur chacun des longs côtés du rectangle,. L'entrée principale se fait par une barbacane du côté ouest. Elle était accessible à l'origine depuis la ville via un pont-levis et une rampe abrupte, mais l'accès actuel suit la façade extérieure de l'enceinte à l'est. Cette barbacane présente les plus anciens mâchicoulis en pierre de Grande-Bretagne connus.

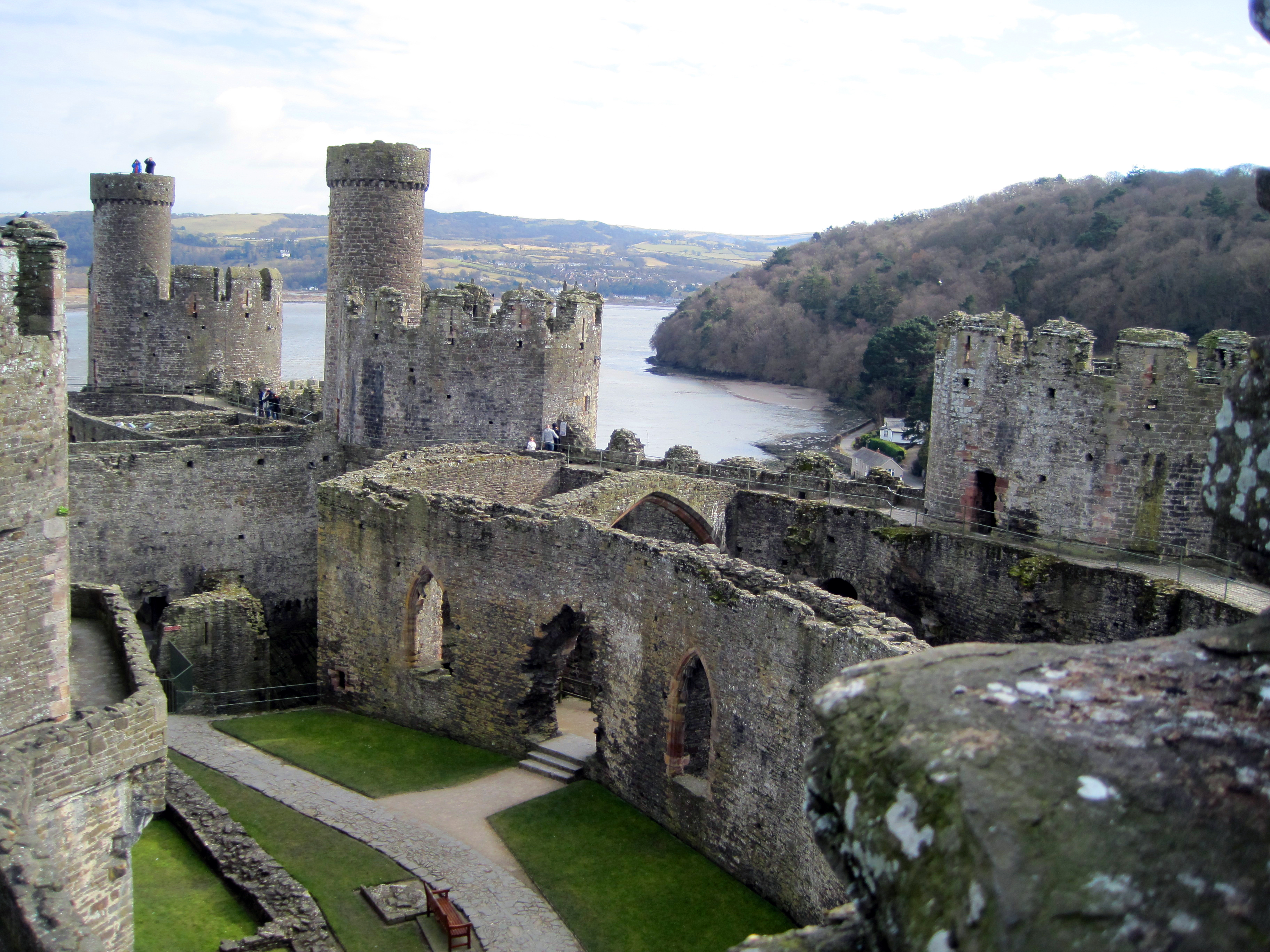
La basse-cour.

La porte conduit à la basse-cour, qui abritait à l'origine divers bâtiments administratifs et utilitaires. Du côté sud se trouvaient une salle de réception et une chapelle au-dessus des caves qui sont aujourd'hui exposées à l'air libre. Du côté nord se trouvaient des cuisines, une brasserie et une boulangerie, ainsi que des chambres et des réserves. Cette basse-cour était séparée de la haute-cour par un mur et un pont-levis surplombant une tranchée creusée dans la roche. La tranchée a été comblée au XVIe siècle et le pont-levis retiré. C'est ici que se trouve encore le puits du château, profond de 28 m.

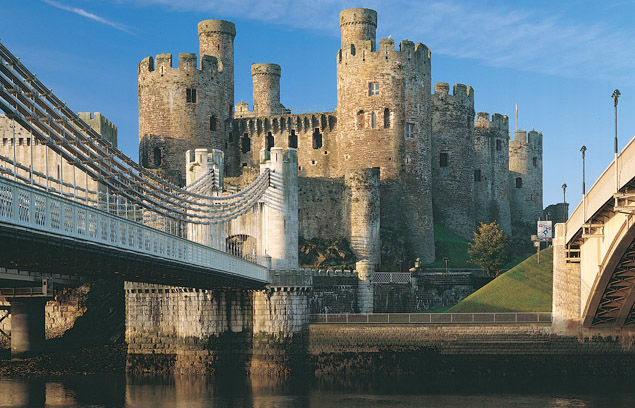
Le château vu de l'est.

La haute-cour elle-même abrite une série de pièces destinées à accueillir la maison du roi, un véritable palais royal en miniature qui pouvait au besoin être isolé de la basse-cour et être ravitaillé par la mer du côté est,. Ce côté est est protégé par une autre barbacane qui entoure des jardins royaux situés sous les fenêtres des appartements royaux. Le style de ces jardins a évolué avec les siècles : une pelouse au début du XIVe siècle, des plantes grimpantes à la fin du siècle, des pommiers au XVIe siècle et des massifs de fleurs ornementaux au XVIIe siècle,. Une poterne conduisait à l'origine à un petit quai sur la rivière, qui permettait de ravitailler le château et d'y introduire des visiteurs en privé, mais cette porte est aujourd'hui dissimulée par les ponts construits ultérieurement.
L'architecture de Conwy présente des points communs avec les bâtiments construits dans le duché de Savoie à la même époque : on y retrouve les mêmes fenêtres, les mêmes créneaux et le même type de trous de boulin. Ces ressemblances sont généralement attribuées à l'influence du maître architecte savoyard Jacques de Saint-Georges, mais le lien n'est pas forcément direct, car plusieurs de ces caractéristiques apparaissent dans des sections construites après le départ de Jacques de Saint-Georges. Il faut peut-être y voir plus généralement l'influence de tous les artisans et ingénieurs savoyards ayant travaillé à Harlech.